# Édouard-Henri Avril
Édouard-Henri Avril (ur. 21 maja 1849 w Algierze, zm. 28 lipca 1928 w Le Raincy) – malarz francuski i artysta komercyjny. Pod pseudonimem Paul Avril był ilustratorem literatury erotycznej.

## Życiorys
Walczył i został ranny w wojnie francusko-pruskiej. Za obrażenia odniesione w czasie wojny został 31 maja 1871 odznaczony Legią Honorową. Z powodu obrażeń nie mógł kontynuować kariery wojskowej, jak ojciec.
W latach 1871–1873 studiował w École des Beaux Arts w Marsylii, a od 1874 w École des Beaux Arts w Paryżu. Od 1878 prace sygnował E. Avril i wystawiał w paryskich salonach. Potem pracował głównie jako ilustrator – głównie luksusowych wydań dla bibliofilów publikowanych w małych nakładach.
Odkąd Société des Amis des Livres zleciło mu zilustrowanie powieści Théophile’a Gautiera Fortunio erotycznymi ilustracjami, wyspecjalizował się w takiej twórczości. Zaczął używać pseudonimu. Imię, którym podpisywał dzieła, było imieniem jego brata, co doprowadziło do zamieszania i nieporozumień. Zilustrował m.in. Salammbô Gustave’a Flauberta i Le Roi Caundale Théophile’a Gautiera. Ilustracje Avrila zostały wykorzystane w głośniej książce De figuris Veneris niemieckiego naukowca Friedricha Karla Forberga. Książka opisuje znane ówcześnie pozycje seksualne z czasów greckiego i rzymskiego antyku. Po raz pierwszy ukazała się w 1824. Zilustrował też Adventures of the Chevalier de Faublas Jeana Baptiste Louveta de Couvraya, Mon Oncle Barbassou Mario Ucharda, The Madam Julesa Micheleta, Musk, Hashish and Blood Hectora France’a oraz anonimową lesbijską powieść Gamiani.
Jego dzieła wzbudzały skrajne emocje, ponieważ balansowały na pograniczu sztuki i pornografii.

## Galeria

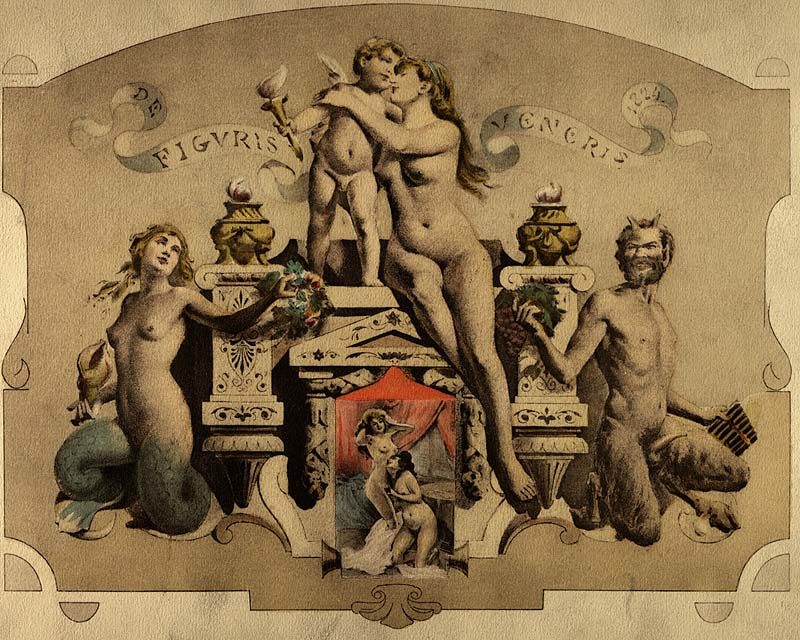
De Figuris Veneris – jeden z najpopularniejszych obrazów Avrila
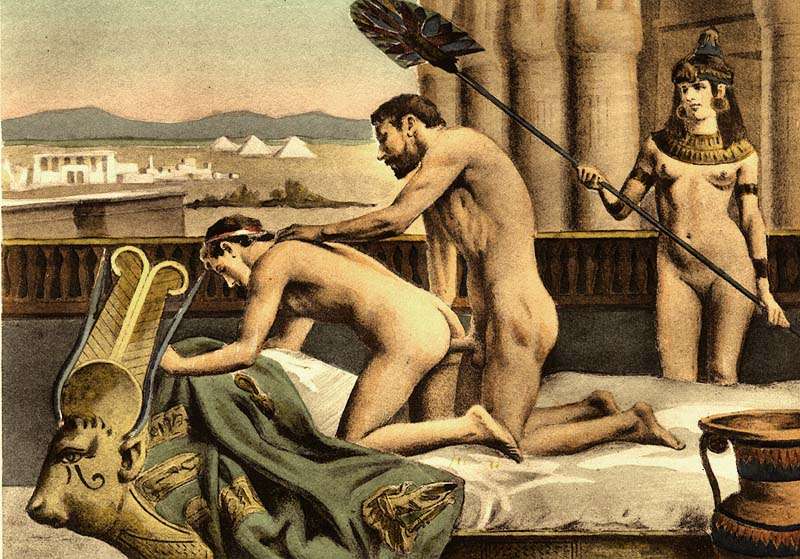
Hadrian i Antinous w Egipcie – przykład tematyki homoerotycznej Avrilla
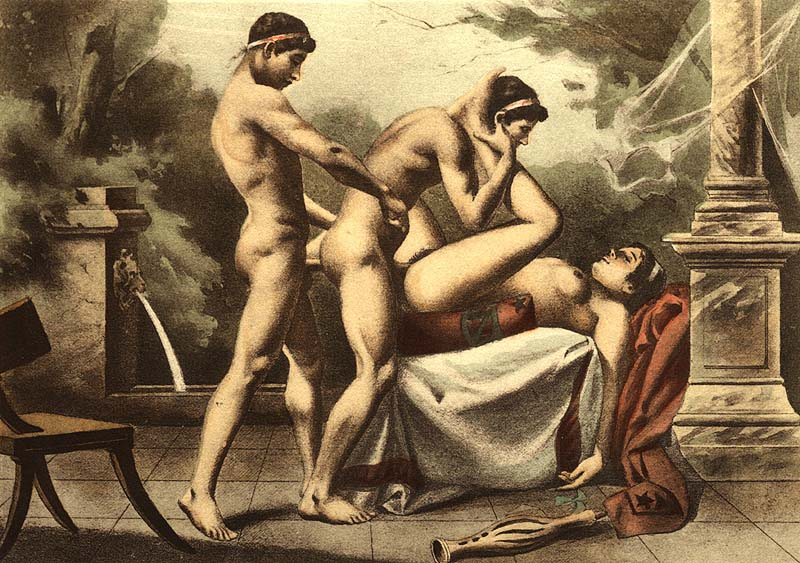
Ilustracja z De Figuris Veneris